# Инађол
Инађол је насељено мјесто у општини Србац, Република Српска, БиХ. Према попису становништва из 1991. у насељу је живјело 785 становника.

## Становништво
| Демографија | Демографија | Демографија |
| Година      | Становника  | Становника  |
| ----------- | ----------- | ----------- |
| 1948.       | 389         |             |
| 1953.       | 340         |             |
| 1961.       | 349         |             |
| 1971.       | 437         |             |
| 1981.       | 614         |             |
| 1991.       | 804         |             |
| 1993.       | 836         |             |